# Fresselines
Fresselines este o comună în departamentul Creuse din centrul Franței. În 2009 avea o populație de 624 de locuitori.

## Evoluția populației
| An        | 1975 | 1982 | 1990 | 1999 | 2006 | 2009 |
| --------- | ---- | ---- | ---- | ---- | ---- | ---- |
| Populație | 983  | 846  | 735  | 671  | 636  | 624  |